# Blasticorhinus
Blasticorhinus là một chi bướm đêm thuộc họ Erebidae.